# Jaksonek (wieś w województwie łódzkim)
Jaksonek – wieś w Polsce położona w województwie łódzkim, w powiecie piotrkowskim, w gminie Aleksandrów.
Był wsią klasztoru cystersów sulejowskich w województwie sandomierskim w ostatniej ćwierci XVI wieku. W latach 1975–1998 miejscowość administracyjnie należała do województwa piotrkowskiego.
Przez wieś przebiega droga krajowa nr 74. We wschodniej części wsi – droga z okolic Radoni (od drogi krajowej nr 12) przez Skotniki do Przedborza.
Wierni Kościoła rzymskokatolickiego należą do parafii św. Apostołów Piotra i Pawła w Dąbrowie nad Czarną.